# 16015 Snell
A 16015 Snell (ideiglenes jelöléssel 1999 CK47) a Naprendszer kisbolygóövében található aszteroida. A LINEAR projekt keretében fedezték fel 1999. február 10-én.